# 貝特爾維德巴赫河
47°21′01″N 8°28′09″E / 47.35031°N 8.46904°E

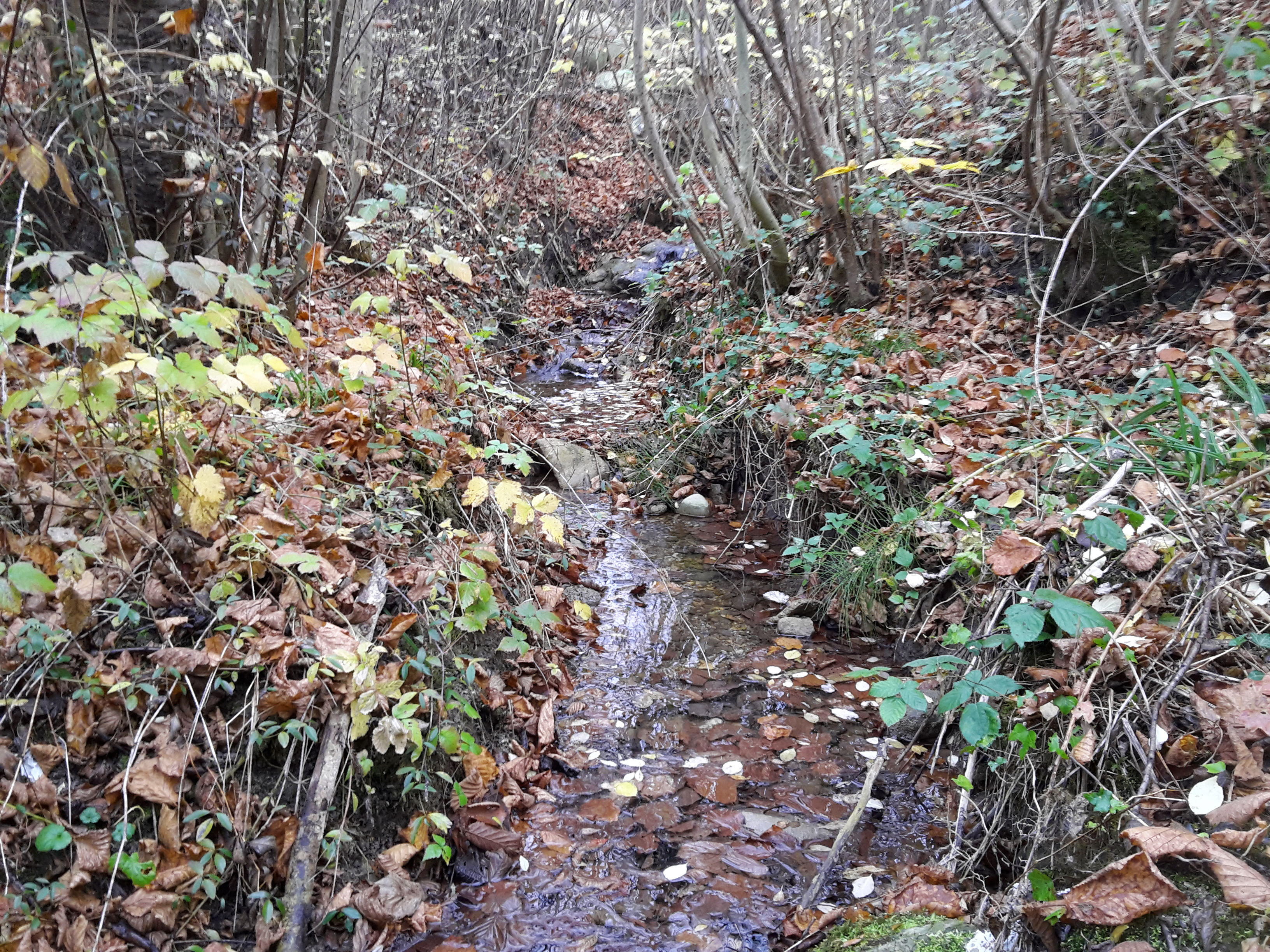

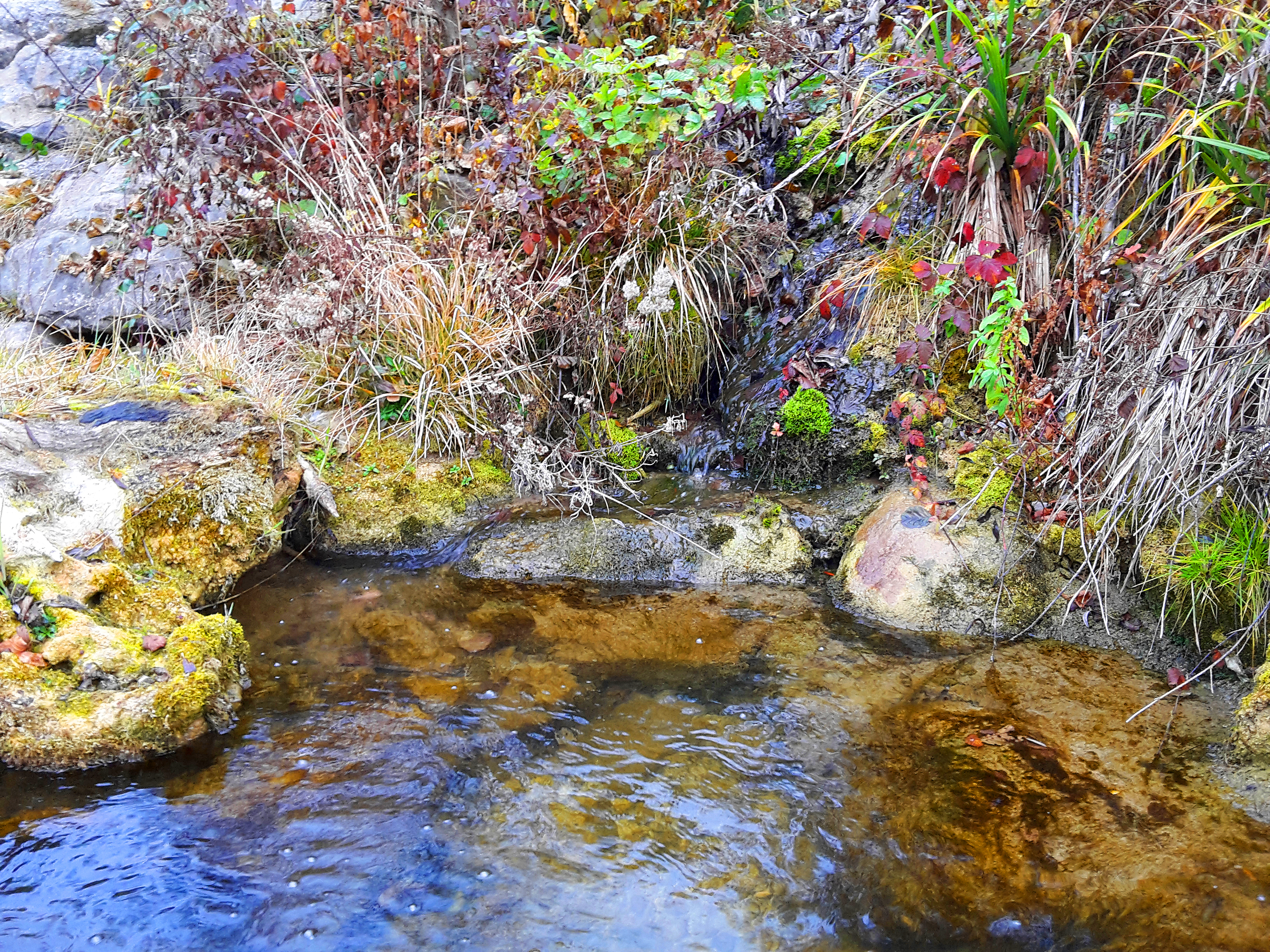

貝特爾維德巴赫河是瑞士的河流，位於該國北部，流經蘇黎世州，屬於雷皮施河的右支流，河道全長0.7公里，河畔城鎮有斯塔利孔和比門斯多夫。